# الحرشفة (نهم)

تعديل مصدري - تعديل

الحرشفة هي إحدى قرى عزلة الحنشات بمديرية نهم التابعة لمحافظة صنعاء، بلغ تعداد سكانها 168 نسمة حسب تعداد اليمن لعام 2004.